# Assunta (Córdoba)
Assunta è un comune argentino del dipartimento di Juárez Celman, in provincia di Córdoba. Il centro è situato nella zona centro-meridionale della provincia, 305 km a sud della capitale provinciale. La sua attività economica è prevalentemente agricola.

## Storia
La località prese il nome dalla stazione ferroviaria costruita e progettata dall'ingegnere italiano di origine toscana Giovanni Pelleschi. Il nome deriva dalla moglie del Pellaschi, Giacinta Assunta Boni (1847-1918).

## Demografia
Ad Assunta risiedono 73 abitanti (Indec, 2010), che rappresenta un aumento del 26% rispetto ai 58 abitanti (Indec, 2001) del censimento precedente. La sua popolazione è notevolmente diminuita rispetto ai precedenti censimenti, nei quali figuravano fino a 320 abitanti, raggiunti negli anni '60 del XX secolo. Ciò è anche dovuto al fatto che all'epoca funzionasse un ramo ferroviario che, da Villa María, raggiungeva La Carlota (capoluogo dipartimentale), per poi proseguire, attraversando Assunta, fino a Rufino, nella provincia di Santa Fe.